# Juan Rodríguez de León Pinelo
Juan Rodríguez de León Pinelo (1590-1644) fue un presbítero portugués de origen judío que formó parte del Cabildo Eclesiástico de la ciudad mexicana de Puebla en los tiempos del obispo Juan de Palafox y Mendoza (1600-1659).

## Infancia
Juan Rodríguez de León Pinelo nació en Lisboa, Portugal, en el seno de una familia de origen judía portuguesa que, acosada por el Tribunal de la Santa Inquisición, buscó refugio en América hacia el año de 1604; su abuelo paterno, Juan López de Moreyra, había sido quemado en un auto de fe público realizado en Lisboa.
Vivió en América parte de su niñez y juventud. Estudió en la Universidad de San Marcos, en Lima, Perú, teología, letras y derecho; en la capital peruana su padre, Diego López de Lisboa, llegaría a ser capellán del arzobispo. Ordenándose sacerdote, pasó su vida entre distintas ciudades de Portugal y España; Buenos Aires, Tucumán, Córdoba, Lima; y Puebla y Tlaxcala, en la Nueva España.

## Familia
El matrimonio Rodríguez de León procreó tres hijos quienes sobresalieron en distintos campos administrativos y eclesiásticos: Diego Rodríguez de León Pinelo, jurista, rector de la Universidad de San Marcos en Lima y protector de los indios en Perú; Antonio Rodríguez de León Pinelo fue recopilador de las Leyes de los Reinos de las Indias, relator del Consejo de India; y Juan Rodríguez de León, sacerdote, presbítero del Cabildo Eclesiástico de Puebla, siempre mantuvo una estrecha relación con sus hermanos, apoyándose mutuamente en distintos proyectos.

## Vida en Puebla
En el año de 1632, el doctor Juan Rodríguez de León tuvo la oportunidad de concursar para una plaza de Prebendado en la diócesis de Tlaxcala y Puebla, logrando obtenerla y desde 1633 figuró como miembro del Cabildo Eclesiástico, durante la gestión episcopal del obispo don Gutierre Bernardo Quiroz, quien falleció en 1638 quedando vacante la silla episcopal que pronto ocuparía Juan de Palafox y Mendoza en 1640.
Durante su estancia en el Cabildo Eclesiástico se distinguió como orador sagrado, canonista y  competente, por lo que ocupó una posición relevante. Juan Rodríguez tenía una devoción a la Virgen María, el marianismo fue notable e inculcado desde su familia y no se debe tomar como un motivo o pretexto para ocultar su origen hebraico.
Dentro del cabildo eclesiástico figuraron muchos hechos dignos de mencionar en los que participó el doctor Juan Rodríguez de León; sin embargo, dos son los que más sobresalen por su importancia social.
La primera acción encomendada fue la de presentarse ante el Virrey de Cadereyta para solicitarle que se continuara la construcción de la catedral de Tlaxcala y de Puebla, como buen orador utilizó argumentos convincentes y amplias citas de la legislación para exhortar a las autoridades a continuar las obras.
Su segunda acción fue participar en los problemas sociales que se enfrentaban en la Nueva España: la repartición de indios. En su calidad de miembro del Cabildo Eclesiástico se negó a que se restableciera el reparto por considerarlo injusto, como un agravio de los naturales, así con esta acción manifestó su sentido de defensa social.
En el año de 1627, el doctor Juan Rodríguez de León Pinelo decidió viajar a la ciudad de Madrid para apoyar a su hermano Antonio en uno de sus proyectos, durante su estancia conoció a Juan de Palafox y Mendoza, iniciando una amistad que se reforzaría cuando ambos se reencontrarían en el cabildo angelopolitano.
El obispo Juan de Palafox siempre reconoció las virtudes del doctor Juan Rodríguez de León; ejemplo de ello fue que en el año de 1642, el obispo le pidió que leyera y aprobará su obra Historia de la historia real sagrada; consideró que esta obra era para mayor gloria de nuestro señor, servicio y utilidad de la Corona.
Falleció en la ciudad de Puebla el 6 de junio de 1644; fue sepultado con todos los honores debido a su cargo, en la catedral de Puebla, dentro de la capilla del Santo Sudario, a la que había hecho una cuantiosa donación de objetos de plata, provenientes de su oratorio particular, en ella existe una placa de jaspe con su epitafio.

## Obras
- Sermón de la Inmaculada Concepción de la Madre de Dios. Predicado en monasterio de la Encarnación de Lima (1618).
- La Perla, Vida de Santa Margarita (1629).
- Vida de Santa María Virgen y Mártir (1629).
- Elogio del noble arte de la pintura, se publicó con los diálogos de Vicente Carducci (1633).
- Panegírico augusto castellano y latino al serenísimo Infante, Cardenal D. Fernando de Austria (1636).
- El predicador de la gente S. Pablo. Ciencia preceptos, avisos y obligaciones de los predicadores del Evangelio con doctrinas de dicho apóstol (1638).
- Sermón en el novenario que celebró su ciudad en acción de gracias por la flota de la Nueva España (1638).
- Elogio fúnebre del M.R.P. Maestro Fr. Hortensio Félix Palavicino predicador de los Reyes Felipe III y Felipe IV (1640).
- Siete tomos de sermones predicados al Rey y sus Consejos. Finalmente D. Nicolás Antonio añade, aunque en duda: El prudente confesor (1645).
- Representación al Rey, sobre la división del Obispado de la Puebla de los Ángeles (1653).
- Discurso sobre la historia Real y Sagrada del Ilmo. Sr. Palafox (1668).
- Discurso apologético de la Biblioteca de D. Antonio de León Pinelo.[1]